# O Pão Que o Diabo Amassou
O Pão Que o Diabo Amassou é um filme de drama brasileiro de 1958, escrito e dirigido por Maria Basaglia para a Paulistania Film.

## Elenco
- Jaime Costa ... Álvaro
- Elizabeth Henreid ... Ana
- Carlos Zara ... Jorge
- Ítalo Rossi ... Borboleta
- Liana Duval ... Aída
- Egídio Eccio ... Mário
- Pola Astri
- Wanda Kosmo
- Gilberto Chagas
- Geraldo Ferraz
- Guilherme Corrêa
- Alceo Nunes
- Osmano Cardoso
- Rubens de Falco (não creditado)

## Sinopse
Álvaro é um agiota que não se importa com o sofrimento dos clientes e só pensa em receber o máximo de juros possível, contrariando a lei, ajudado pelo fiel e também insensível Borboleta. Ele possui dois filhos, Ana e Mário, que não sabem das atividades do pai. Ana é casada com o imigrante italiano Jorge que está desempregado por não ter o diploma de advogado reconhecido no país e, por morar na casa do sogro, sofre frequentes humilhações por parte de Álvaro. A família não sabe, mas Ana começa a se prostituir para pagar os empréstimos que fez inclusive para ajudar o irmão que abandonou os estudos e ficou em apuros ao roubar dinheiro da loja que trabalhava. Os problemas se acumulam e todos os segredos da família acabarão revelados.    	